# Teleochilus
Teleochilus is een geslacht van weekdieren uit de klasse van de Gastropoda (slakken).

## Soort
- † Teleochilus gracilinum (Tenison Woods, 1876)
- Teleochilus royanus Iredale, 1924